# Zündapp Bella

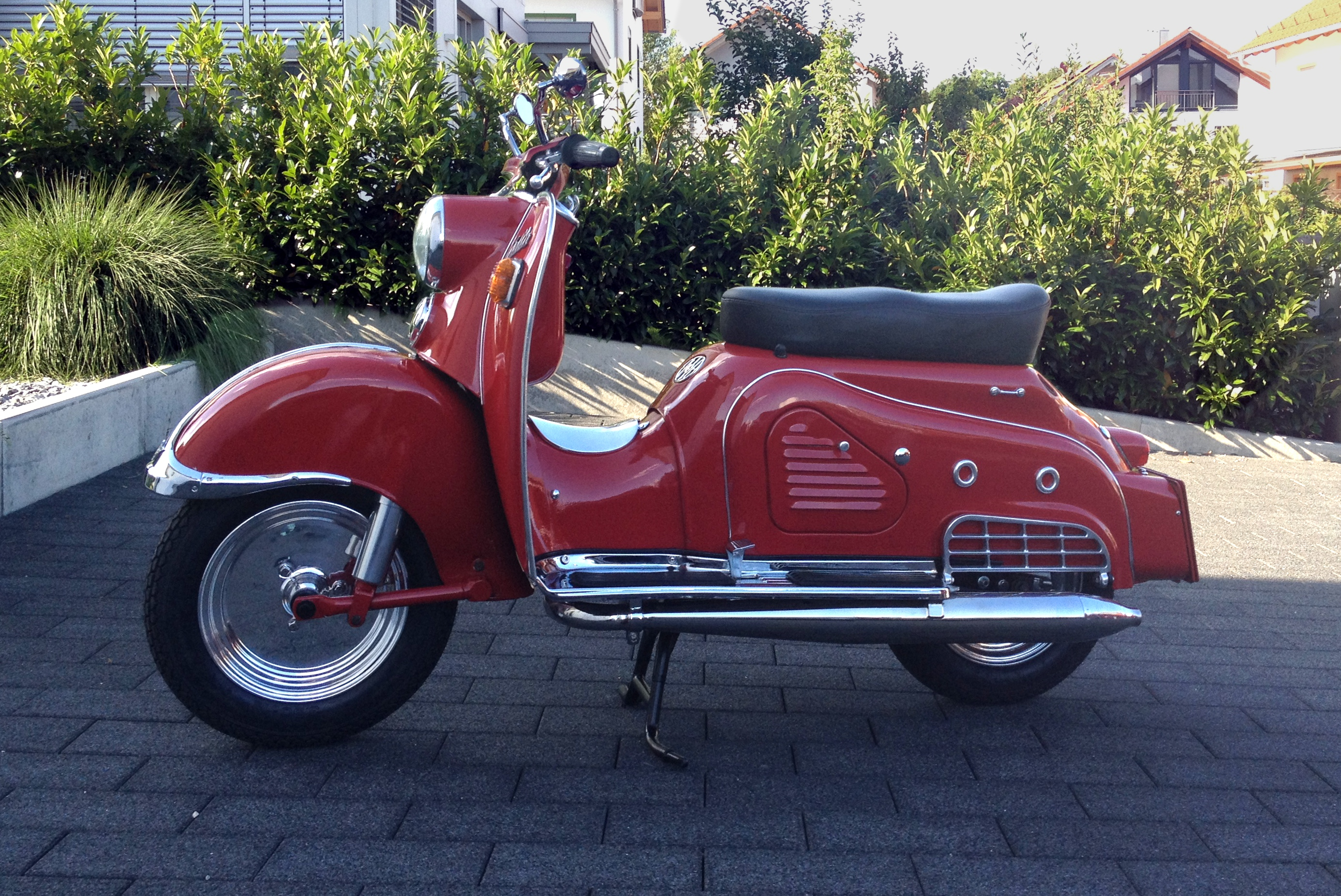
Zündapp Bella R 204

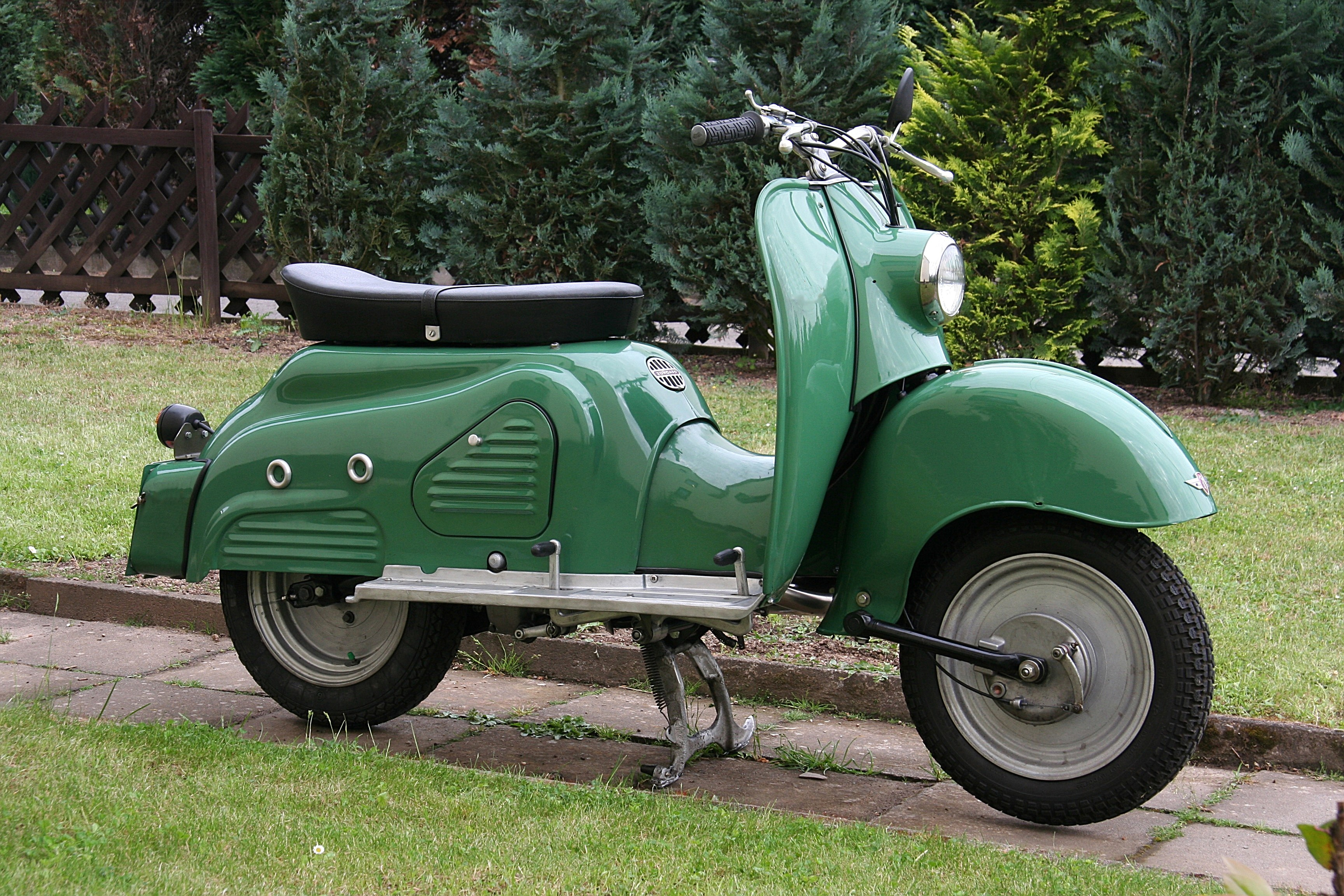
Zündapp Bella R 154, Baujahr 1958. Gut erkennbar die Schaltwippe.

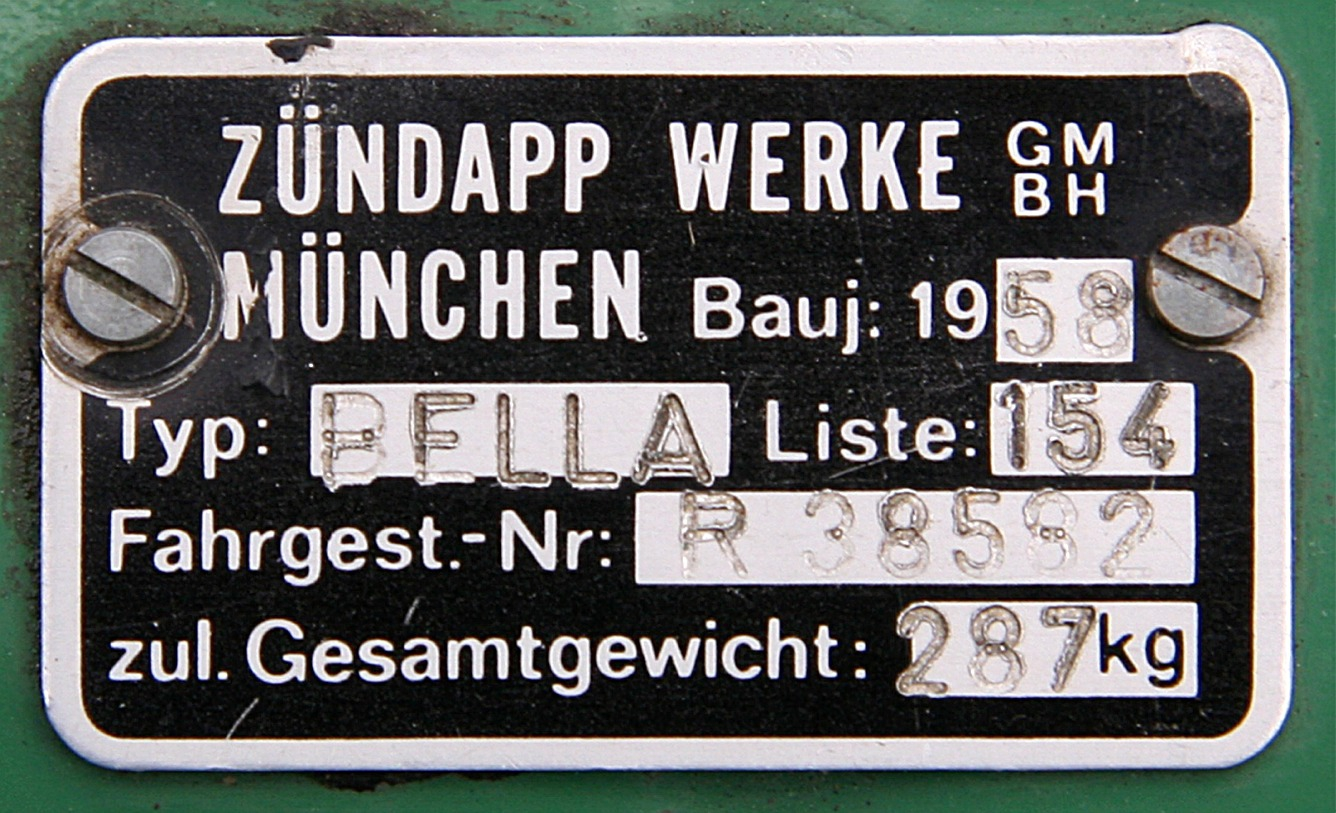
Typenschild der R 154

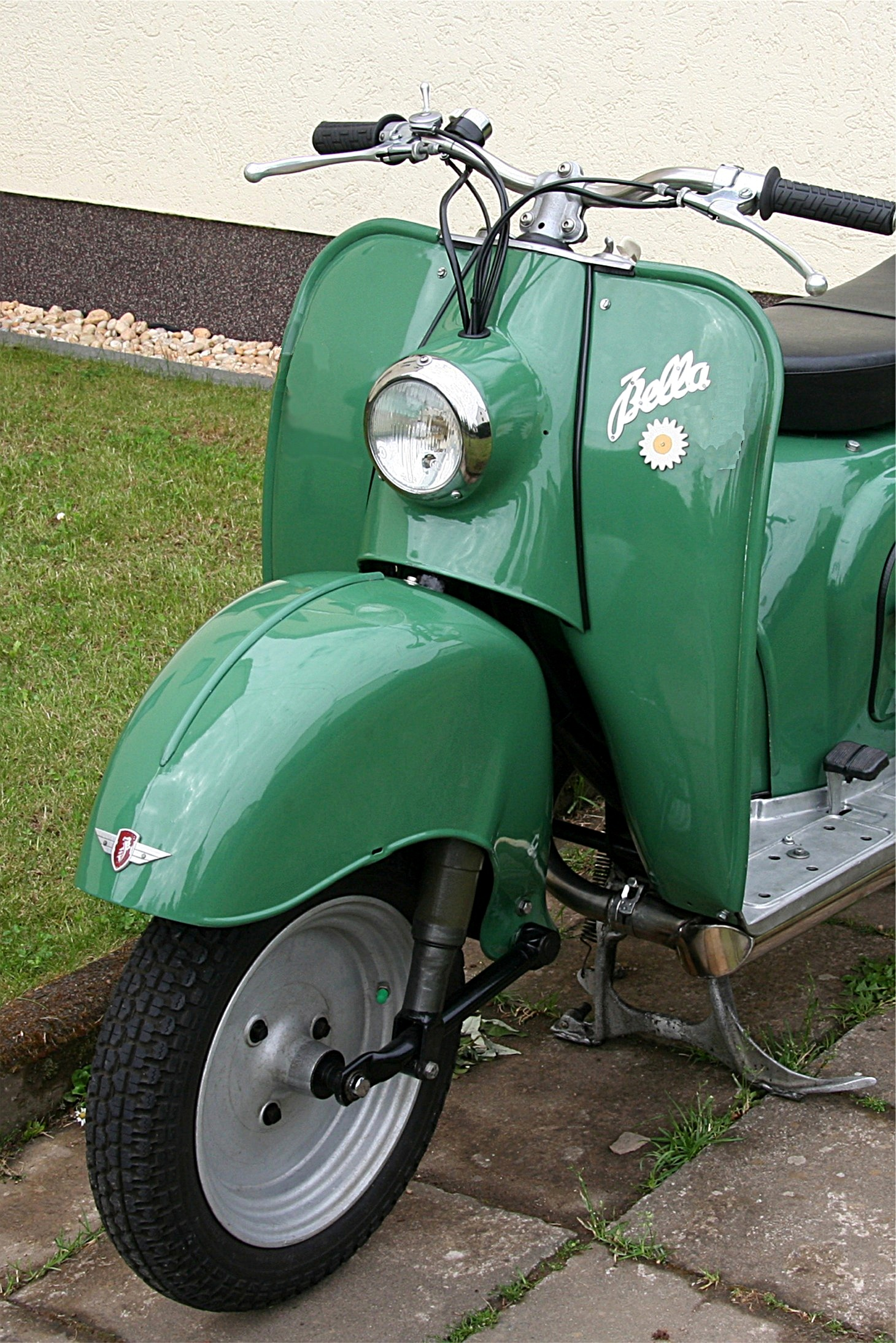
Schwinge mit Federbein

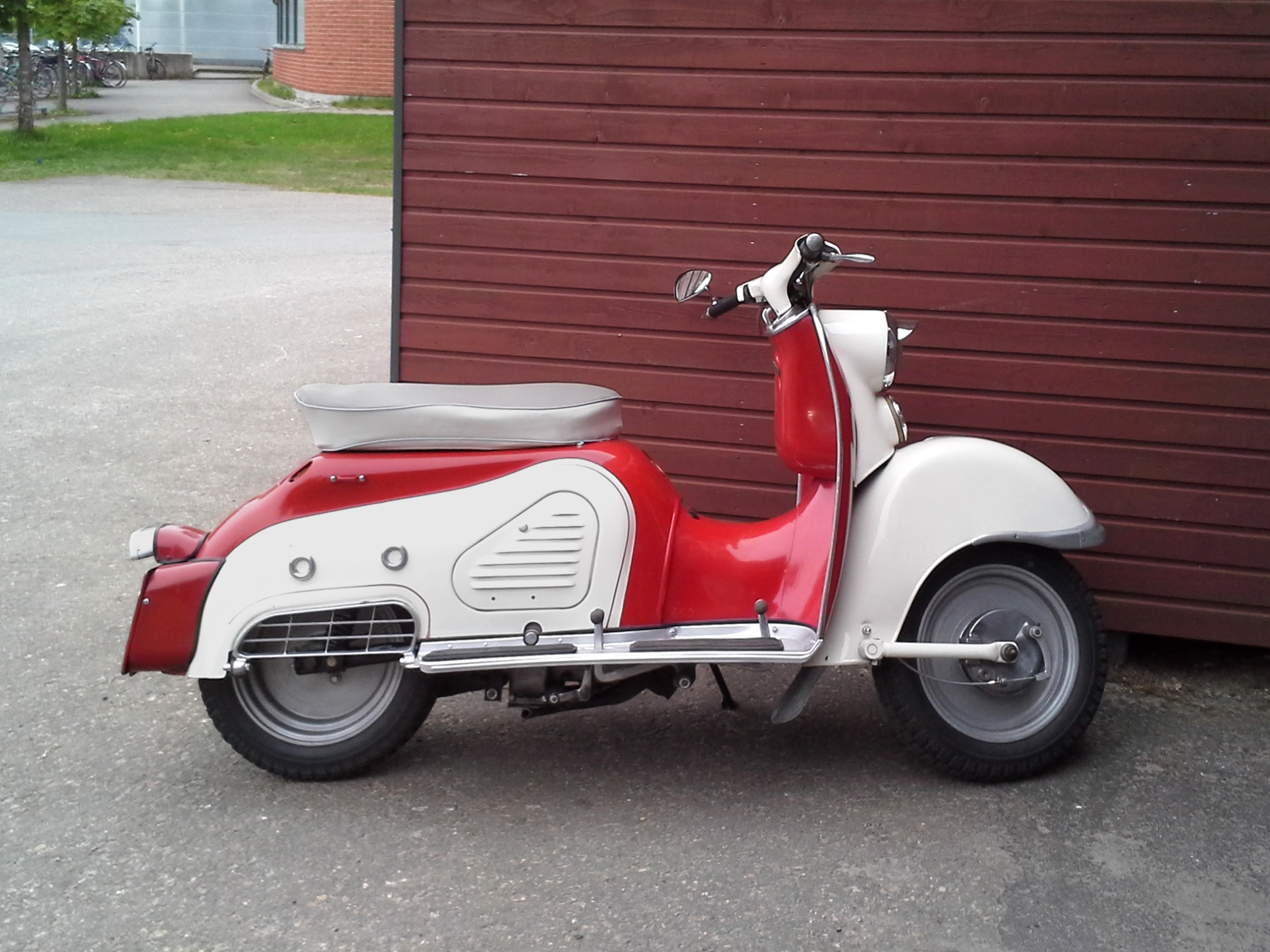
Zündapp Bella 200

Die Zündapp Bella ist ein Motorroller, den die Zündapp-Werke GmbH von 1953 bis 1964 in Nürnberg und in München bauten. Während der gesamten Bauzeit wurden über 130.000 dieser Roller produziert. Formal ist die Bella an den italienischen Moto-Parilla-Roller angelehnt, den Zündapp ursprünglich in Lizenz herstellen wollte.

## Motor und Getriebe
Der 1-Zylinder-Zweitaktmotor der Bella entspricht weitgehend dem Zündapp-Motorradmotor DB 204 mit Querstromspülung, der Hubraum betrug aber zunächst nur 147 cm³. Anfangs wurde der Motor mit einem Kickstarter angelassen; ab 1955 gab es einen elektrischen Starter, der einen Batteriekasten an der Verkleidung unter dem Lenker erforderlich machte, weil nun wegen der auf 12 Volt angehobenen Bordspannung eine zweite 6-V-Batterie untergebracht werden musste. Vorher war die Batterie in einem Kasten unterhalb der Rückleuchte untergebracht. Die zugleich eingeführten Startvergaser (Bing Einschiebermodelle 1/…) brachten eine weitere Bedienungserleichterung. Mussten für den Kaltstart bei den bisherigen Zweischiebervergasern (Bing 2/…) die Schwimmerkammer mit dem „Tupfer“ geflutet und zusätzlich der Luftschieber mit einem Seilzug heruntergelassen werden, genügte nun die Betätigung eines kleinen Hebels der Starteinrichtung, der am Lenker angebracht war.
Der Motor wurde vom Fahrtwind gekühlt. Dazu war der vordere Kotflügel so geformt, dass die Luft durch einen Mitteltunnel, der den bei Rollern üblichen Durchstieg einschränkte, auf den Zylinder gelenkt wurde. Durch ein paar Schlitze hinter der Sitzbank gelangte sie aufgeheizt wieder ins Freie. Es war wichtig, diese Schlitze nicht durch Kleidung oder Gepäck abzudecken.
1954 erschien die Bella (Modell R 200 mit Kickstarter) mit 198-cm³-Motor, Umkehrspülung und 10 PS, die R 200 ist zugleich der meistgebaute Bella-Typ, und der 200er die häufigste Motorgröße aller Bella-Roller. Das letzte, 1958 erschienene 200er Modell R 204 hat einen Motor mit schräg stehendem Zylinder – wie beim analogen Motorradmodell 200S/201S – und auf 12 PS erhöhte Leistung.
Ein 174-cm³-Motor wurde nur rund 2000-mal eingebaut.
Das Viergangziehkeilgetriebe stammt von den damaligen Zündapp-Zweitakt-Motorrädern dieser Hubraumklasse, wird jedoch nicht links, sondern mit einer Schaltwippe auf der rechten Seite geschaltet (links ist die Fußbremse). Die Kraft wird über eine im geschlossenen Kettenkasten laufende Kette auf das Hinterrad übertragen.

## Rahmen und Aufbau
Alle Versionen der Zündapp Bella haben einen Brückenrohrrahmen und die für Motorroller typische Vollverkleidung. Abweichend vom allgemeinen Konzept sind die verhältnismäßig großen 12"-Räder und eine große Lufthutze im Fußraum, die den Durchstieg erschwert, aber dem Motor genügend Kühlluft ohne Gebläse bringt. Auch der vordere Kotflügel dient der Kühlluftführung, die vom Motor erwärmte Kühlluft wird unter den Sitzen weitergeleitet und tritt dort aus.
Die Bella hatte von Anfang an eine Hinterradschwinge mit hydraulischem Stoßdämpfer. Das Vorderrad war bei den ersten Modellen (R 150, R 151 und R 200) an einer ungedämpften Teleskopgabel mit 80 mm Federweg geführt, die 1956 durch eine damals übliche Langarmschwinge mit 143 mm Federweg ersetzt wurde. Diese Schwinge hat nur ein auf der linken Seite angeordnetes Federbein mit ebenfalls hydraulischer Dämpfung und war gegen Aufpreis auch für die R 151 erhältlich.
Der Tank der Bella befindet sich unter den Sitzen bzw. der wahlweise lieferbaren Doppelsitzbank, die zum Betanken zur Seite geklappt wird. Alternativ zu den in den Seitenblechen angedeuteten Radausschnitten mit dekorativen waagerechten Rillen waren Ziergitter erhältlich, die sich als Gepäckstütze ausklappen ließen. Je eine Klappe in den Seitenteilen links und rechts machten den Vergaser – und bei einer Teilserie das Bordwerkzeug – zugänglich und fast alle Bellas hatten eine kleine, mit einem Gitter abgedeckte Öffnung vor dem Fahrersitz, durch die die Zündkerze gewechselt werden konnte.
Einige Typen des Bella-Rollers waren mit einem speziellen Seitenwagen für den Gespannbetrieb geeignet.

## Technische Daten

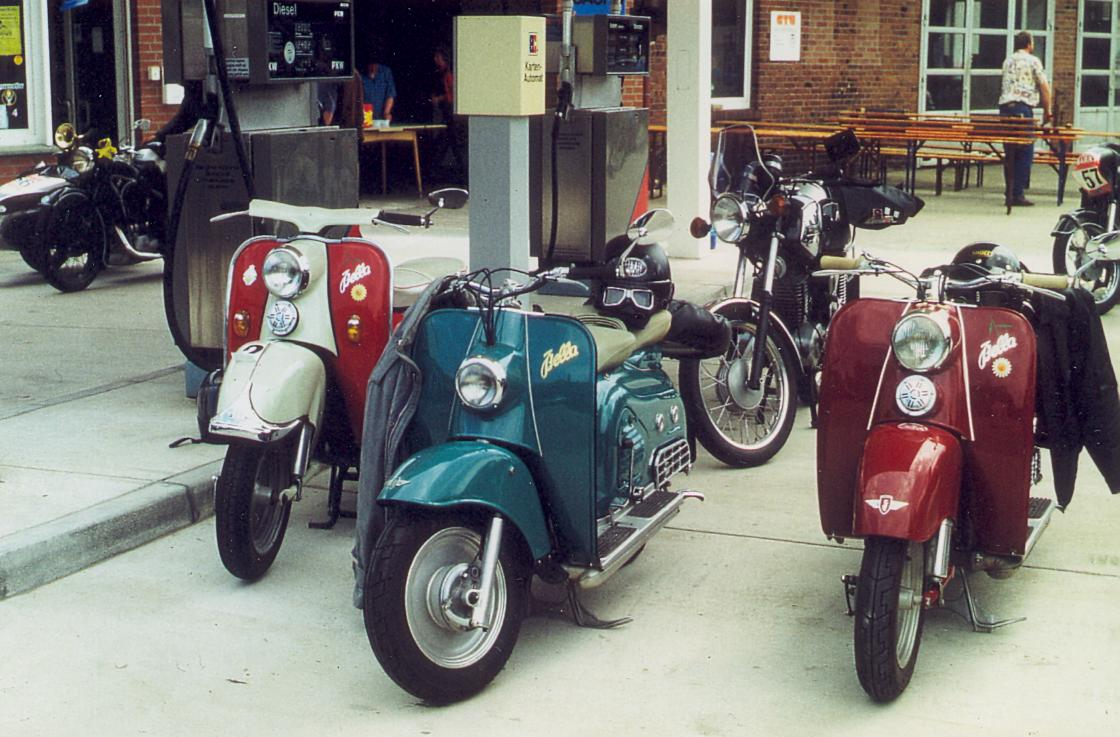

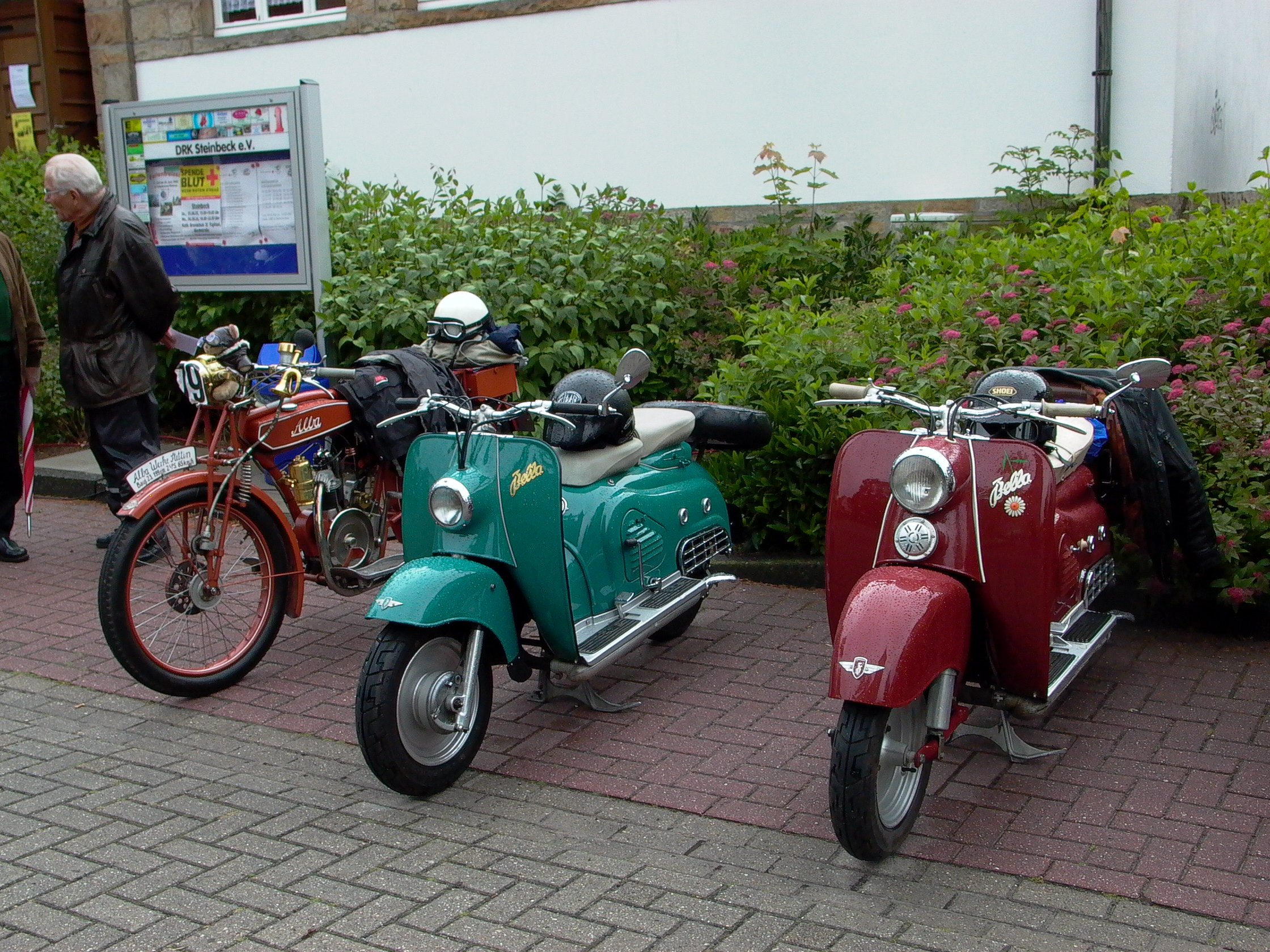
Zündapp Bella R 151 und R 204 bei der Oldtimerrallye Recke-Steinbeck 2005

Die folgenden Daten beschreiben beispielhaft Modelle der Baujahre 1956 bis 1964 mit den drei verschiedenen Hubraumvarianten.
| Modell                | R 154                                                                  | R 175 S                                                                | R 203                                                                  |
| --------------------- | ---------------------------------------------------------------------- | ---------------------------------------------------------------------- | ---------------------------------------------------------------------- |
| Baujahre              | 1956–1958                                                              | 1961–1964                                                              | 1956–1958                                                              |
| Motor                 | 1-Zylinder-Zweitakt                                                    | 1-Zylinder-Zweitakt                                                    | 1-Zylinder-Zweitakt                                                    |
| Ladungswechsel        | Umkehrspülung                                                          | Umkehrspülung                                                          | Umkehrspülung                                                          |
| Hubraum               | 147 cm³                                                                | 174 cm³                                                                | 198 cm³                                                                |
| Bohrung × Hub         | 57 × 58 mm                                                             | 60 × 62 mm                                                             | 64 × 62 mm                                                             |
| Nennleistung          | 7,3 PS (5,4 kW) bei 4700/min                                           | 11 PS (8,1 kW) bei 5400/min                                            | 10 PS (7,4 kW) bei 5200/min                                            |
| Gemischaufbereitung   | Bing 1/20/15                                                           | (24 mm Durchlass)                                                      | Bing 1/22/79                                                           |
| Kühlung               | Luftkühlung (Fahrtwind)                                                | Luftkühlung (Fahrtwind)                                                | Luftkühlung (Fahrtwind)                                                |
| Getriebe              | 4-Gang-Getriebe mit Fußschaltwippe                                     | 4-Gang-Getriebe mit Fußschaltwippe                                     | 4-Gang-Getriebe mit Fußschaltwippe                                     |
| Rahmen                | Brückenrohrrahmen                                                      | Brückenrohrrahmen                                                      | Brückenrohrrahmen                                                      |
| Radaufhängung vorn    | geschobene Langarmschwinge mit Federbein und hydraulischem Stoßdämpfer | geschobene Langarmschwinge mit Federbein und hydraulischem Stoßdämpfer | geschobene Langarmschwinge mit Federbein und hydraulischem Stoßdämpfer |
| Radaufhängung hinten  | Schwinge mit hydraulischem Stoßdämpfer                                 | Schwinge mit hydraulischem Stoßdämpfer                                 | Schwinge mit hydraulischem Stoßdämpfer                                 |
| Radstand              | 1315 mm                                                                | 1315 mm                                                                | 1315 mm                                                                |
| Sitzhöhe              | 730 mm                                                                 | 730 mm                                                                 | 730 mm                                                                 |
| Bereifung vorn/hinten | 3.00–12/3.50–12                                                        | ?                                                                      | 3.50–12/3.50–12                                                        |
| Bremsen               | Innenbackenbremsen vorn und hinten, Ø 150 mm                           | Innenbackenbremsen vorn und hinten, Ø 150 mm                           | Innenbackenbremsen vorn und hinten, Ø 150 mm                           |
| Leergewicht           | 137 kg                                                                 | 146 kg                                                                 | 147 kg                                                                 |
| Tankinhalt            | 8,5 l                                                                  | 8,5 l                                                                  | 8,5 l                                                                  |
| Normverbrauch (a)     | 2,7 l/100 km                                                           | 3 l/100 km                                                             | 3,3 l/100 km                                                           |
| Höchstgeschwindigkeit | 75 km/h                                                                | 90 km/h                                                                | 90 km/h                                                                |
| Preis                 | 1545,00 DM                                                             | 1749,00 DM                                                             | 1795,00 DM                                                             |

## Modelle
Das erste Modell war die Bella R 150 (1953–1955), das letzte die Bella R 204 (1958–1964). Die höchste Verkaufszahl erreichte die Bella R 200 mit 26.900 Stück.
- Bella R 150 (1953 bis 1955), 5 verschiedene Serien
- Bella R 151 (1955 bis 1956)
- Bella R 153 (1956)
- Bella R 154 (1957)
- Bella R 200 (1954)
- Bella R 201 (1955)
- Bella R 203 (1957)
- Bella R 204 (1958 bis 1964)
- Bella 200 (1961 bis 1964)
- Bella 175 S (1961 bis 1964)[5]

Exportmodell Suburbanette 150: 
Von 1953 bis 1955 wurden 370 „Suburbanette“ (deutsch etwa: „kleine Vorstädterin“) als Varianten der Bella R 150 für den USA-Export hergestellt, wahlweise mit Telegabel oder Vorderradschwinge. Die Änderungen waren mit dem Importeur in den USA, Joe Berliner, abgestimmt, wohingegen die Bella-Modelle für den deutschen Markt als „Reiseroller“ gedacht waren. Die Suburbanette hatte einen breiteren und höheren Lenker, eine Doppelsitzbank und war weniger stark verkleidet, sodass das Gewicht um 24 kg zugunsten einer um 5 km/h höheren angegebenen Höchstgeschwindigkeit sank. Danach wurden einige seriennahe Bella-Modelle in die USA exportiert, allerdings mit Kickstarter statt Anlasser, worauf ein an die Typenbezeichnung angehängtes „K“ hinweist.